# Luigi Lambruschini

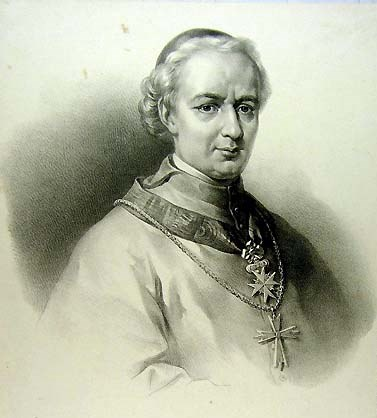
Luigi Lambruschini

Luigi Lambruschini (Sestri Levante, 16 mei 1776 – Rome, 12 mei 1854) was een Italiaans kardinaal van de Rooms-Katholieke Kerk. Hij was aartsbisschop van Genua van 1819 tot 1830.

## Biografie

Luigi, geboren als Emmanuele Nicolo, trad op jonge leeftijd toe tot de Clerici van de Heilige Paulus, een kloosterorde die zich richt op de prediking en verspreiding van het katholieke geloof. In Macerata studeerde hij van 1794 tot 1796 filosofie, waarna hij een studie theologie volgde in Rome en Genua. Op last van het nieuwe Franse gezag in Italië werd Luigi in mei 1798 gedwongen terug te keren naar zijn geboortestreek waar hij zijn studie vervolgde aan het seminarie van Brugnato.
Op 1 januari 1799 werd Luigi tot priester gewijd, waarna hij lector in de filosofie werd aan het Collegio San Paolo in Macerata. Bij zijn terugkeer in Rome gaf hij les in theologie aan het Collegio Santi Biagio e Carlo.
Na zijn aanstelling als secretaris van kardinaal-staatssecretaris Ercole Consalvi, begeleidde Luigi hem naar het Congres van Wenen in 1815, volgend op de definitieve nederlaag van Napoleon Bonaparte. Ook was hij betrokken bij de totstandkoming van concordaten tussen de Heilige Stoel met het Koninkrijk der Beide Siciliën en Beieren.
Op 27 september 1819 werd Luigi gekozen tot aartsbisschop van Genua, een functie die hij tot 26 juni 1830 zou aanhouden. Tijdens zijn episcopaat werd Luigi tevens aangesteld als bestuurder van het bisdom Brugnato en trad hij op als nuntius voor Frankrijk vanaf 14 november 1826. Door de Julirevolutie in Frankrijk gericht tegen Karel X van Frankrijk moest Luigi in juli 1830 noodgedwongen terugkeren naar Rome.
Tijdens het consistorie van 30 september 1831 werd Luigi Lambruschini tot kardinaal-priester gecreëerd, waarbij hem de titelkerk San Callisto werd toegewezen. Hierop volgden diverse aanstellingen binnen de Romeinse Curie. Na het ontslag van kardinaal Tommasso Bernetti werd Luigi door paus Gregorius XVI in 1836 aangesteld als kardinaal-staatssecretaris, tot ongenoegen van het Romeinse volk omdat hij de harde lijn van paus Gregorius XVI tegen elke vorm van (democratische) verandering steunde. 
Op 24 januari 1842 werd Luigi verheven tot kardinaal-bisschop van Sabina-Poggio Mirteto. In die hoedanigheid nam hij deel aan het conclaaf van 1846, volgend op de dood van paus Gregorius XVI, en waarbij kardinaal Giovanni Maria Mastai Ferretti tot paus gekozen werd die de naam Pius IX aannam. Overigens gold Luigi vooraf als een van de mogelijke opvolgers van Gregorius XVI, temeer daar o.a. van Oostenrijkse zijde weerstand bestond tegen een eventuele verkiezing van Mastai Ferretti.
Doordat Pius IX aanvankelijk een meer liberaal standpunt innam, werd Luigi niet als kardinaal-staatssecretaris herkozen. Wel werd hij opgenomen in een commissie van zes kardinalen, die verantwoordelijk werd voor het bestuur van de Kerkelijke Staat. Bij de grote volksopstanden in 1848 werd hij een van de mikpunten van de revolutionairen, wat hem dwong samen met paus Pius IX uit Rome te vluchten om zich tijdelijk in Gaeta binnen het koninkrijk der Beide Siciliën te vestigen.
In juli 1847 werd Luigi kardinaal-bisschop van het suburbicair bisdom Porto e Santa Rufina e Civitavecchia, waarbij hij ook subdeken werd van het College van Kardinalen.
Tijdens zijn leven publiceerde Luigi “Opere spirituali” (Ned: Spirituele werken) en toonde hij zich in een andere publicatie, "Sull’ immacolato concepimento di Maria” (Ned: Over de Onbevlekte Ontvangenis van Maria), een groot voorstander van het dogma Maria Onbevlekte Ontvangenis, een dogma dat in 1854 door Pius IX afgekondigd werd.
Luigi Lambruschini overleed op 12 mei 1854 te Rome en werd begraven in de kerk San Carlo ai Catinari te Rome, een kerk behorend tot de congregatie van Clerici van de Heilige Paulus.